# اونتورا (فلوریدا)
اونتورا (به انگلیسی: Aventura) شهری در شهرستان میامی-دید ایالت فلوریدا است که در سال ۱۹۹۵ بنیان‌گذاری شده‌است. این شهر طبق سرشماری سال ۲۰۱۰ میلادی، ۳۵٬۷۶۲ نفر جمعیت داشته و مساحت آن نیز ۹٫۱ کیلومتر مربع است.